# 스레드리퍼
스레드리퍼(Threadripper) 또는 라이젠 스레드리퍼(Ryzen Threadripper)는 AMD가 설계하고 판매하는 HEDT(하이엔드 데스크톱) 멀티 코어 x86-64 마이크로프로세서 브랜드이며, 젠 마이크로아키텍처를 기반으로 한다. 이는 주류 및 워크스테이션 부문을 대상으로 판매되는 중앙 처리 장치(CPU)로 구성되어 있으며, 각각 스레드리퍼와 스레드리퍼 PRO라는 두 가지 라인업으로 출시된다.

## 배경
하이엔드 데스크톱(HEDT) 및 워크스테이션을 겨냥한 스레드리퍼는 사업 계획이나 특정 로드맵의 일부로 개발되지 않았다. 대신 AMD 내부의 작은 팀이 데스크톱 CPU 성능에서 AMD가 선두를 차지할 기회를 포착했다. 여가 시간에 어느 정도 진전이 있은 후, 이 프로젝트는 2016년까지 공식 로드맵에 포함되어 승인되었다.

## 특징
스레드리퍼 칩은 더 높은 코어 수, 증가된 전력 요구 사항, 더 빠른 메모리 지원, 더 많은 확장 기회를 제공한다. 젠 4 코어의 파이프라인은 고밀도 최첨단 5 nm 공정을 사용하여 더 큰 명령 및 데이터 캐시를 허용하고 버퍼와 큐를 심화한다.
이 칩은 TR4, sTRX4, sWRX8, sTR5와 같이 추가 메모리 채널과 PCI 익스프레스 레인을 지원하는 더 큰 소켓을 사용한다. 비HEDT CPU와 비교했을 때:
- 더 높은 코어 수(최대 96코어)
- 더 높은 전력 소비량
- 추가 메모리 채널
- 증가된 RAM 용량
- 더 많은 PCIe 레인

### 스레드리퍼 PRO
스레드리퍼 PRO 라인업은 워크스테이션용 3000 시리즈와 함께 데뷔했으며, 일반 스레드리퍼와 비교하여 RAM 용량(2TB 대 1TB) 및 메모리 채널(8채널 대 4채널) 지원이 증가했다. 워크스테이션 시장을 겨냥한다.

## 라이젠 스레드리퍼 프로세서 목록

### 데스크톱

#### 화이트헤이븐 (스레드리퍼 1000 시리즈, 젠 기반)
라이젠 1000 HEDT CPU의 일반적인 기능:
- 소켓: TR4.
- 모든 CPU는 DDR4-2666을 쿼드 채널 모드로 지원한다.
- 모든 CPU는 64개의 PCIe 3.0 레인을 지원한다. 이 중 4개의 레인은 칩셋 연결용으로 예약되어 있다.
- 통합 그래픽이 없다.
- L1 캐시: 코어당 96KB (32KB 데이터 + 64KB 명령어).
- L2 캐시: 코어당 512KB.
- 노드/제조 공정: 글로벌파운드리스 14LP.

| 브랜드 및 모델    | 브랜드 및 모델 | 코어 (스레드) | 클럭 속도 (GHz) | 클럭 속도 (GHz) | 클럭 속도 (GHz) | L3 캐시 (총) | TDP  | 칩렛    | 코어 구성 | 출시일          | 출시 가격 |
| 브랜드 및 모델    | 브랜드 및 모델 | 코어 (스레드) | 기본            | PBO 1–4 (≥5)    | XFR 1–2         | L3 캐시 (총) | TDP  | 칩렛    | 코어 구성 | 출시일          | 출시 가격 |
| ----------------- | -------------- | ------------- | --------------- | --------------- | --------------- | ------------ | ---- | ------- | --------- | --------------- | --------- |
| 라이젠 스레드리퍼 | 1950X          | 16 (32)       | 3.4             | 4.0 (3.7)       | 4.2             | 32MB         | 180W | 2 × CCD | 4 × 4     | 2017년 8월 10일 | US $999   |
| 라이젠 스레드리퍼 | 1920X          | 12 (24)       | 3.5             | 4.0 (3.7)       | 4.2             | 32MB         | 180W | 2 × CCD | 4 × 3     | 2017년 8월 10일 | US $799   |
| 라이젠 스레드리퍼 | 1900X          | 8 (16)        | 3.8             | 4.0 (3.9)       | 4.2             | 16MB         | 180W | 2 × CCD | 2 × 4     | 2017년 8월 31일 | US $549   |

1. ↑  코어 컴플렉스 (CCX) × CCX당 코어 수
2. ↑  출시 당시 제조사 권장 소비자 가격
3. ↑  Processor package actually contains two additional inactive dies to provide structural support to the integrated heat spreader.

#### 콜팩스 (스레드리퍼 2000 시리즈, 젠+ 기반)
라이젠 2000 HEDT CPU의 공통 기능:
- 소켓: TR4.
- 모든 CPU는 DDR4-2933을 쿼드 채널 모드로 지원한다.
- 모든 CPU는 64개의 PCIe 3.0 레인을 지원한다. 이 중 4개의 레인은 칩셋과의 연결을 위해 예약되어 있다.
- 통합 그래픽 없음.
- L1 캐시: 코어당 96 KB (32 KB 데이터 + 64 KB 명령어).
- L2 캐시: 코어당 512 KB.
- 제조 공정: 글로벌파운드리스 12LP (14LP+).

| 브랜드 및 모델    | 브랜드 및 모델 | 코어 (스레드) | 클럭 속도 (GHz) | 클럭 속도 (GHz) | L3 캐시 (총계) | TDP   | 칩렛    | 코어 구성 | 출시 일자 | 출시 가격 |
| 브랜드 및 모델    | 브랜드 및 모델 | 코어 (스레드) | 기본            | PB2             | L3 캐시 (총계) | TDP   | 칩렛    | 코어 구성 | 출시 일자 | 출시 가격 |
| ----------------- | -------------- | ------------- | --------------- | --------------- | -------------- | ----- | ------- | --------- | --------- | --------- |
| 라이젠 스레드리퍼 | 2990WX         | 32 (64)       | 3.0             | 4.2             | 64 MB          | 250 W | 4 × CCD | 8 × 4     | 2018/8/13 | US $1799  |
| 라이젠 스레드리퍼 | 2970WX         | 24 (48)       | 3.0             | 4.2             | 64 MB          | 250 W | 4 × CCD | 8 × 3     | 2018/10   | US $1299  |
| 라이젠 스레드리퍼 | 2950X          | 16 (32)       | 3.5             | 4.4             | 32 MB          | 180 W | 2 × CCD | 4 × 4     | 2018/8/31 | US $899   |
| 라이젠 스레드리퍼 | 2920X          | 12 (24)       | 3.5             | 4.3             | 32 MB          | 180 W | 2 × CCD | 4 × 3     | 2018/10   | US $649   |

1. ↑  코어 복합체(CCX) × CCX당 코어 수
2. ↑  권장소비자가격

#### 캐슬 피크 (스레드리퍼 3000 시리즈, 젠 2 기반)
라이젠 3000 HEDT/워크스테이션 CPU의 일반적인 기능:
- 소켓: sTRX4 (스레드리퍼), sWRX8 (스레드리퍼 프로).
- 스레드리퍼 CPU는 DDR4-3200을 쿼드 채널 모드로 지원하며, 스레드리퍼 프로 CPU는 DDR4-3200을 옥타 채널 모드로 지원한다.
- L1 캐시: 코어당 64 KB (32 KB 데이터 + 32 KB 명령어).
- L2 캐시: 코어당 512 KB.
- 스레드리퍼 CPU는 64 PCIe 4.0 레인을 지원하며, 스레드리퍼 프로 CPU는 128 PCIe 4.0 레인을 지원한다. 이 중 8개의 레인은 칩셋 연결용으로 예약되어 있다.
- 통합 그래픽 없음.
- 제조 공정: TSMC 7FF.

| 브랜딩 및 모델         | 브랜딩 및 모델 | 코어 (스레드) | 클럭 속도 (GHz) | 클럭 속도 (GHz) | L3 캐시 (총계) | TDP   | 칩렛             | 코어 구성 | 출시 일자        | MSRP     |
| 브랜딩 및 모델         | 브랜딩 및 모델 | 코어 (스레드) | 기본            | 부스트          | L3 캐시 (총계) | TDP   | 칩렛             | 코어 구성 | 출시 일자        | MSRP     |
| ---------------------- | -------------- | ------------- | --------------- | --------------- | -------------- | ----- | ---------------- | --------- | ---------------- | -------- |
| 라이젠 스레드리퍼 프로 | 3995WX         | 64 (128)      | 2.7             | 4.2             | 256 MB         | 280 W | 8 × CCD 1 × I/OD | 16 × 4    | 2020년 7월 14일  |          |
| 라이젠 스레드리퍼 프로 | 3975WX         | 32 (64)       | 3.5             | 4.2             | 128 MB         | 280 W | 4 × CCD 1 × I/OD | 8 × 4     | 2020년 7월 14일  |          |
| 라이젠 스레드리퍼 프로 | 3955WX         | 16 (32)       | 3.9             | 4.3             | 64 MB          | 280 W | 2 × CCD 1 × I/OD | 4 × 4     | 2020년 7월 14일  |          |
| 라이젠 스레드리퍼 프로 | 3945WX         | 12 (24)       | 4.0             | 4.3             | 64 MB          | 280 W | 2 × CCD 1 × I/OD | 4 × 3     | 2020년 7월 14일  |          |
| 라이젠 스레드리퍼      | 3990X          | 64 (128)      | 2.9             | 4.3             | 256 MB         | 280 W | 8 × CCD 1 × I/OD | 16 × 4    | 2020년 2월 7일   | US $3990 |
| 라이젠 스레드리퍼      | 3970X          | 32 (64)       | 3.7             | 4.5             | 128 MB         | 280 W | 4 × CCD 1 × I/OD | 8 × 4     | 2019년 11월 25일 | US $1999 |
| 라이젠 스레드리퍼      | 3960X          | 24 (48)       | 3.8             | 4.5             | 128 MB         | 280 W | 4 × CCD 1 × I/OD | 8 × 3     | 2019년 11월 25일 | US $1399 |

1. ↑  Core Complexes (CCXs) × CCX당 코어
2. ↑  라이젠 스레드리퍼 3990X는 부하 시 490W 이상을 소비할 수 있다.[6]

#### 샤갈 (스레드리퍼 5000 시리즈, 젠 3 기반)
라이젠 5000 워크스테이션 CPU의 공통 기능:
- 소켓: sWRX8.
- 모든 CPU는 DDR4-3200을 옥타 채널 모드로 지원한다.
- L1 캐시: 코어당 64KB (32KB 데이터 + 32KB 명령어).
- L2 캐시: 코어당 512KB.
- 모든 CPU는 128개의 PCIe 4.0 레인을 지원한다. 이 중 8개의 레인은 칩셋 연결용으로 예약되어 있다.
- 통합 그래픽 없음.
- 제조 공정: TSMC 7FF.

| 브랜드 및 모델         | 브랜드 및 모델 | 코어 (스레드) | 클럭 속도 (GHz) | 클럭 속도 (GHz) | L3 캐시 (총) | TDP   | 칩릿             | 코어 구성 | 출시 날짜                       | 권장소비자가격 |
| 브랜드 및 모델         | 브랜드 및 모델 | 코어 (스레드) | 기본            | 부스트          | L3 캐시 (총) | TDP   | 칩릿             | 코어 구성 | 출시 날짜                       | 권장소비자가격 |
| ---------------------- | -------------- | ------------- | --------------- | --------------- | ------------ | ----- | ---------------- | --------- | ------------------------------- | -------------- |
| 라이젠 스레드리퍼 프로 | 5995WX         | 64 (128)      | 2.7             | 4.5             | 256 MB       | 280 W | 8 × CCD 1 × I/OD | 8 × 8     | 2022년 3월 8일 (OEM) / ? (소매) | OEM / US $6500 |
| 라이젠 스레드리퍼 프로 | 5975WX         | 32 (64)       | 3.6             | 4.5             | 128 MB       | 280 W | 4 × CCD 1 × I/OD | 4 × 8     | 2022년 3월 8일 (OEM) / ? (소매) | OEM / US $3300 |
| 라이젠 스레드리퍼 프로 | 5965WX         | 24 (48)       | 3.8             | 4.5             | 128 MB       | 280 W | 4 × CCD 1 × I/OD | 4 × 6     | 2022년 3월 8일 (OEM) / ? (소매) | OEM / US $2400 |
| 라이젠 스레드리퍼 프로 | 5955WX         | 16 (32)       | 4.0             | 4.5             | 64 MB        | 280 W | 2 × CCD 1 × I/OD | 2 × 8     | 2022년 3월 8일                  | OEM            |
| 라이젠 스레드리퍼 프로 | 5945WX         | 12 (24)       | 4.1             | 4.5             | 64 MB        | 280 W | 2 × CCD 1 × I/OD | 2 × 6     | 2022년 3월 8일                  | OEM            |

1. ↑  코어 콤플렉스(CCX) × CCX당 코어

#### 스톰 피크 (스레드리퍼 7000 시리즈, 젠 4 기반)
라이젠 7000 HEDT/워크스테이션 CPU의 일반적인 기능:
- 소켓: sTR5.
- 스레드리퍼 CPU는 쿼드 채널 모드에서 DDR5-5200을 지원하며, 스레드리퍼 PRO CPU는 옥타 채널 모드에서 ECC 지원과 함께 DDR5-5200을 지원한다.
- L1 캐시: 코어당 64 KB (32 KB 데이터 + 32 KB 명령어).
- L2 캐시: 코어당 1 MB.
- 스레드리퍼 CPU는 48개의 PCIe 5.0 및 24개의 PCIe 4.0 레인을 지원하며, 스레드리퍼 PRO CPU는 128개의 PCIe 5.0 레인을 지원한다. 또한, 모든 프로세서 모델은 칩셋 링크로 4개의 PCIe 4.0 레인을 예약한다.
- 통합 그래픽 없음.
- 제조 공정: TSMC 5FF.

| 브랜드 및 모델        | 브랜드 및 모델 | 코어 (스레드) | 클럭 속도 (GHz) | 클럭 속도 (GHz) | L3 캐시 (총) | TDP   | 칩렛              | 코어 구성 | 출시일           | MSRP       |
| 브랜드 및 모델        | 브랜드 및 모델 | 코어 (스레드) | 기본            | 부스트          | L3 캐시 (총) | TDP   | 칩렛              | 코어 구성 | 출시일           | MSRP       |
| --------------------- | -------------- | ------------- | --------------- | --------------- | ------------ | ----- | ----------------- | --------- | ---------------- | ---------- |
| 라이젠 스레드리퍼 PRO | 7995WX         | 96 (192)      | 2.5             | 5.1             | 384 MB       | 350 W | 12 × CCD 1 × I/OD | 12 × 8    | 2023년 11월 21일 | 미국 $9999 |
| 라이젠 스레드리퍼 PRO | 7985WX         | 64 (128)      | 3.2             | 5.1             | 256 MB       | 350 W | 8 × CCD 1 × I/OD  | 8 × 8     | 2023년 11월 21일 | 미국 $7349 |
| 라이젠 스레드리퍼 PRO | 7975WX         | 32 (64)       | 4.0             | 5.3             | 128 MB       | 350 W | 4 × CCD 1 × I/OD  | 4 × 8     | 2023년 11월 21일 | 미국 $3899 |
| 라이젠 스레드리퍼 PRO | 7965WX         | 24 (48)       | 4.2             | 5.3             | 128 MB       | 350 W | 4 × CCD 1 × I/OD  | 4 × 6     | 2023년 11월 21일 | 미국 $2649 |
| 라이젠 스레드리퍼 PRO | 7955WX         | 16 (32)       | 4.5             | 5.3             | 64 MB        | 350 W | 2 × CCD 1 × I/OD  | 2 × 8     | 2023년 11월 21일 | 미국 $1899 |
| 라이젠 스레드리퍼 PRO | 7945WX         | 12 (24)       | 4.7             | 5.3             | 64 MB        | 350 W | 2 × CCD 1 × I/OD  | 2 × 6     | 2023년 11월 21일 | 미국 $1399 |
| 라이젠 스레드리퍼     | 7980X          | 64 (128)      | 3.2             | 5.1             | 256 MB       | 350 W | 8 × CCD 1 × I/OD  | 8 × 8     | 2023년 11월 21일 | 미국 $4999 |
| 라이젠 스레드리퍼     | 7970X          | 32 (64)       | 4.0             | 5.3             | 128 MB       | 350 W | 4 × CCD 1 × I/OD  | 4 × 8     | 2023년 11월 21일 | 미국 $2499 |
| 라이젠 스레드리퍼     | 7960X          | 24 (48)       | 4.2             | 5.3             | 128 MB       | 350 W | 4 × CCD 1 × I/OD  | 4 × 6     | 2023년 11월 21일 | 미국 $1499 |

1. ↑  Core Complexes (CCXs) × cores per CCX

#### 시마다 피크 (스레드리퍼 9000 시리즈, 젠 5 기반)
라이젠 9000 HEDT/워크스테이션 CPU의 공통 기능:
- 소켓: sTR5.
- 스레드리퍼 CPU는 DDR5-6400을 쿼드 채널 모드로 지원하며, 스레드리퍼 PRO CPU는 DDR5-6400을 옥타 채널 모드로 ECC 지원과 함께 지원한다.
- L1 캐시: 코어당 80 KB (데이터 48 KB + 명령어 32 KB).
- L2 캐시: 코어당 1 MB.
- 스레드리퍼 CPU는 48개의 PCIe 5.0 레인과 24개의 PCIe 4.0 레인을 지원하며, 스레드리퍼 PRO CPU는 128개의 PCIe 5.0 레인을 지원한다. 또한, 모든 프로세서 모델은 칩셋 링크용으로 4개의 PCIe 4.0 레인을 예약하고 있다.
- 통합 그래픽 없음.
- 제조 공정: TSMC 4nm FinFET.

| 브랜드 및 모델        | 브랜드 및 모델 | 코어 (스레드) | 클럭 속도 (GHz) | 클럭 속도 (GHz) | L3 캐시 (총계) | TDP   | 칩렛              | 코어 구성 | 출시 날짜  | MSRP    |
| 브랜드 및 모델        | 브랜드 및 모델 | 코어 (스레드) | 기본            | 부스트          | L3 캐시 (총계) | TDP   | 칩렛              | 코어 구성 | 출시 날짜  | MSRP    |
| --------------------- | -------------- | ------------- | --------------- | --------------- | -------------- | ----- | ----------------- | --------- | ---------- | ------- |
| 라이젠 스레드리퍼 PRO | 9995WX         | 96 (192)      | 2.5             | 5.4             | 384 MB         | 350 W | 12 × CCD 1 × I/OD | 12 × 8    | 2025년 7월 | $11,699 |
| 라이젠 스레드리퍼 PRO | 9985WX         | 64 (128)      | 3.2             | 5.4             | 256 MB         | 350 W | 8 × CCD 1 × I/OD  | 8 × 8     | 2025년 7월 | $7,999  |
| 라이젠 스레드리퍼 PRO | 9975WX         | 32 (64)       | 4.0             | 5.4             | 128 MB         | 350 W | 4 × CCD 1 × I/OD  | 4 × 8     | 2025년 7월 | $4,099  |
| 라이젠 스레드리퍼 PRO | 9965WX         | 24 (48)       | 4.2             | 5.4             | 128 MB         | 350 W | 4 × CCD 1 × I/OD  | 4 × 6     | 2025년 7월 | $2,899  |
| 라이젠 스레드리퍼 PRO | 9955WX         | 16 (32)       | 4.5             | 5.4             | 64 MB          | 350 W | 2 × CCD 1 × I/OD  | 2 × 8     | 2025년 7월 | $1,649  |
| 라이젠 스레드리퍼 PRO | 9945WX         | 12 (24)       | 4.7             | 5.4             | 64 MB          | 350 W | 2 × CCD 1 × I/OD  | 2 × 6     | 2025년 7월 | 미정    |
| 라이젠 스레드리퍼     | 9980X          | 64 (128)      | 3.2             | 5.4             | 256 MB         | 350 W | 8 × CCD 1 × I/OD  | 8 × 8     | 2025년 7월 | $4,999  |
| 라이젠 스레드리퍼     | 9970X          | 32 (64)       | 4.0             | 5.4             | 128 MB         | 350 W | 4 × CCD 1 × I/OD  | 4 × 8     | 2025년 7월 | $2,499  |
| 라이젠 스레드리퍼     | 9960X          | 24 (48)       | 4.2             | 5.4             | 128 MB         | 350 W | 4 × CCD 1 × I/OD  | 4 × 6     | 2025년 7월 | $1,499  |

1. ↑  Core Complexes (CCXs) × 코어당 CCX

## 같이 보기
- AMD Epyc 프로세서 목록
- AMD FX 프로세서 목록
- AMD 옵테론 프로세서 목록
- AMD 라이젠 프로세서 목록